# Kursächsische Konstitutionen
Die Kursächsischen Konstitutionen sind eine 1572 vom sächsischen Kurfürsten August publizierte Sammlung von Fallentscheidungen. Die Konstitutionen sind mithin keine abstrakten Normregelungen, sondern entschiedene Rechtsfälle. Bei der Formulierung der Konstitutionen waren vornehmlich die juristischen Fakultäten von Leipzig, Jena und Wittenberg, ferner die kurfürstlichen Räte beteiligt.

## Geschichte
Seit der Kodifizierung des hochmittelalterlichen Sachsenrechts im Sachsenspiegel hatte sich das Recht stark gewandelt. Die Kursächsischen Konstitutionen entwickelten sich vor dem Hintergrund, dass die Auffassung vertreten wurde, dass die überkommene Rechtsprechung nicht mehr den Erfordernissen an einen modernen Territorialstaatlichkeit genügte. Einander widersprechende Urteile der Hofgerichte, der Schöffenstühle (siehe Schöppenstuhl zu Leipzig) und anderer Gerichte wurden beklagt und hatten sich gehäuft. Dies machte eine Modernisierung des sächsischen Rechts erforderlich. Eine umfassend neue Kodifikation sächsischen Rechts wurde dabei nicht geplant, stattdessen wurden Einzelentscheidungen zu Streitfragen gesammelt und in Form der Kursächsischen Konstitutionen veröffentlicht. Die Kursächsischen Konstitutionen sind die Weiterentwicklung des auf dem Rechtsbuch Sachsenspiegel fußenden sächsischen Rechts zum „gemeinen Sachsenrecht“, einem regionalen Sonderrecht zum übrigen gemeinen Recht. Es vereint die traditionelle Rechtsprechung mit modernen, am römischen Recht orientierten Festlegungen. Insbesondere die Schriftlichkeit der Prozessführung wurde festgelegt. Die Rechtsprechung wurde damit in Sachsen vereinheitlicht.
Die Konstitutionen trugen den Charakter einer Streitfragengesetzgebung. Es stand jedem kursächsischen Untertanen, auch Bauern, frei, sich in Zivilgerichtssachen mit Hilfe eines Advokaten direkt nach Dresden an das Appellationsgericht zu wenden, wenn man mit dem gerichtlichen Urteil aus der ersten Instanz nicht einverstanden war.
Das Gesetzeswerk fügt sich in den parallelen Prozess der Territorialisierung und Konfessionalisierung in Sachsen, einer Zeit, in der sich die Verdichtung und Spezialisierung landesherrlicher Gesetzgebung feststellen ließ. Kurfürst August von Sachsen war ein typischer Vertreter seiner Herrschergeneration. Er wollte dem Bild eines treusorgenden Hausvaters entsprechen. Daher wollte er sich sowohl um die administrativen Angelegenheiten als auch um das Seelenheil der Untertanen kümmern. Dies entsprach Luthers Lehre von der Vorbildfunktion eines Herrschers, der durch Rechtsetzung und -durchsetzung eine gerechte Herrschaft ausüben sollte. Daher kümmerte sich August von Sachsen besonders um die Rechtspflege. Die Kursächsischen Konstitutionen waren Teil eines großen Programms zur Rechtspflege unter dessen Herrschaft.
Die sächsischen Konstitutionen hatten bis zur Einführung des Sächsisches Bürgerlichen Gesetzbuches 1865 Bestand.

## Inhalt
Das Werk besteht aus vier Teilen und neun separaten Kapiteln.
In den Kursächsischen Konstitutionen lässt sich im Gegensatz zu vorherigen Rechtstexten, wie der Constitutio Criminalis Carolina, eine besondere Form des Hexereidelikts finden. Die Strafbarkeit des Hexereidelikts wurde durch das Eingehen eines Teufelsbunds bestimmt.
In der ursprünglichen Fassung der Kursächsischen Konstitutionen war keine Überarbeitung des Hexereidelikts vorgesehen. Es existierten keine Unstimmigkeiten über dieses Delikt im Sachsenspiegel oder in der Carolina. Bei einem Treffen von Juristen in Leipzig 1571 wurde beschlossen einige Bestimmungen aus dem Sachsenspiegel aufzuheben und das Hexereidelikt neu zu definieren und zu strafen. Nun sollten schwere Fällen von Zauberei, wie zum Beispiel Schadenszauber oder Teufelspakt, mit Verbrennung auf dem Scheiterhaufen bestraft werden. Bei geringfügigen Vergehen, wie Segenssprechen oder Wahrsagen sollte mit Gefängnis oder Landesverweis gestraft werden.